# Daniela Galassi
Daniela Galassi (Roma, 25 giugno 1968) è un'ex nuotatrice sammarinese.

## Biografia
Nata a Roma nel 1968, a 16 anni ha partecipato ai Giochi olimpici di Los Angeles 1984, in tre gare, fermandosi alle batterie in tutte. Nei 100 m stile libero ha chiuso con il 44º tempo, 1'06"19, nei 200 stile libero con il 34º, 2'19"22, e nei 100 farfalla con il 35º, 1'06"82.